# (E)-stilben
(E)-Stilben, také nazývaný trans-stilben, je organická sloučenina se vzorcem C6H5CH=CHC6H5. Z hlediska struktury obsahuje její molekula dvojici fenylových skupin napojených na ethen-1,2-diylovou skupinu na opačných stranách dvojné vazby; vzniká tak (E) geometrický izomer, čímž se sloučenina liší od cis-stilbenu, který má oba fenyly na stejné straně a vykazuje tak (Z) stereochemii. trans-Stilben je za pokojové teploty bílou krystalickou látkou, roztpustnou v organických rozpouštědlech. Dá se fotochemicky přeměnit na cis-stilben, z něhož je poté možné vytvořit fenanthren. Stilben objevil francouzský chemik Auguste Laurent v roce 1843.

## Izomery

Fotochemická izomerizace stilbenu

Stilben má dva stereoizomery; trans-1,2-difenylethen, neboli (E)-stilben či trans-stilben, a cis-1,2-difenylethen, neboli (Z)-stilben či cis-stilben. Druhý z nich vykazuje výrazné sterické efekty mezi aromatickými kruhy, které brání konjugaci, v důsledku čehož je tento izomer méně stabilní.
cis-Stilben je za pokojové teploty kapalný, s teplotou tání 5–6 °C, zatímco trans-stilben je krystalickou pevnou látkou, tající až při 125 °C.
Tlaky páry u stilbenů
| Izomer        | Teplota (°C) | Tlak páry (kPa) |
| ------------- | ------------ | --------------- |
| cis-stilben   | 100          | 0,199           |
| cis-stilben   | 125          | 0,765           |
| cis-stilben   | 150          | 2,51            |
| trans-stilben | 150          | 0,784           |

## Příprava a reakce
Je známa řada syntéz trans-stilbenu. Jednou z nich je redukce benzoinu zinkovým amalgámem.
C6H5–CH(OH)–C(=O)–C6H5 {\displaystyle {\ce {->[{\ce {Zn(Hg)}}][{\ce {HCl}}{\text{, }}{\ce {CH3CH2OH}}]}}} trans-C6H5–CH=CH–C6H5
Oba izomery lze získat dekarboxylací kyseliny alfa-fenylskořicové, trans-stilben vzniká ze (Z)-izomeru kyseliny.
Richard F. Heck a Cutomu Mizoroki nezávisle na sobě popsali tvorbu trans-stilbenu reakcí jodbenzenu se styrenem za přítomnosti palladnatého katalyzátoru, později nazvanou Mizorokiova-Heckova reakce.
Stilben vstupuje do reakcí obvyklých u alkenů. Trans-stilben lze epoxidovat kyselinou peroxymonofosforečnou, H3PO5, kdy v dioxanu vzniká stilbenoxid se 74% výtěžností; produktem je racemická směs obou enantiomerů 1,2-difenyloxiranu. Z cis-stilbenu se vytváří nechirální mezo-sloučenina (1R,2S)-1,2-difenyloxiran, ale epoxidace cis-izomeru peroxidy vytváří i cis- a trans-produkty; například při použití terc-butylhydroperoxidu vzniká z cis-stilbenu 0,8 % cis-stilbenoxidu, 13,5 % trans-stilbenoxidu a 6,1 % benzaldehydu.
Enantiomerně čistý stilbenoxid připravil Karl Barry Sharpless.
Stilben lze převést na benzaldehyd prostřednictvím ozonolýzy nebo Lemieuxovy–Johnsonovy oxidace; silnější oxidační činidla, jako například okyselený manganistan draselný, oxidují dále, až na kyselinu benzoovou. Vicinální dioly lze získat Upjohnovou dihydroxylací nebo, enantioselektivně, Sharplessovou asymetrickou dihydroxylací, jejíž enantiomerní přebytek může být až 100 %.
Bromací trans-stilbenu vzniká převážně meso-1,2-dibrom-1,2-difenylethan (také nazývaný meso-stilbendibromid); mechanismus zahrnuje jako meziprodukt bromoniový ion, jak lze očekávat u elektrofilní adice halogenu; z cis-stilbenu v nepolárních rozpouštědlech, jako je tetrachlormethan, se tvoří racemická směs obou enantiomerů 1,2-dibrom-1,2-difenylethanu, s rostoucí polaritou rozpouštědla se ale zvyšuje tvorba meso sloučeniny, která například u nitromethanu tvoří 90 % směsi produktů.
Tvorba malých množství obou enantiomerů stilbendibromidu z trans-izomeru naznačuje, že bromoniový meziprodukt vytváří rovnováhu s karbokationtem PhCHBr–C+(H)Ph, který má prázdný orbital p náchylný k nukleofilním atakům z obou stran. Adice bromidů a tribromidů jsou výrazně stereospecifické i v rozpouštědlech s relativní permitivitou nad 35.
Působením ultrafialového záření se trans-stilben mění na cis-stilben, přičemž reakce může pokračovat dále k fenanthrenu.

## Deriváty a jejich použití

### Syntetické
Samotný (E)-stilben nemá mnoho využití, ale používá se na výrobu dalších sloučenin, používaných jako barviva, optické zjasňovače, fosforescenční látky a scintilátory.
Stilben je jednou z látek používaných jako aktivní média v barvivových laserech.

Kyselina 4,4'-diamino-2,2'-stilbendisulfonová, jeden z nejběžnějších optických zjasňovačů

Diethylstilbestrol má estrogenní vlastnosti, i když nepatří mezi steroidy.

4,4'-dinitrostilben-2,2'-disulfonát disodný se získává sulfonací 4-nitrotoluenu za vzniku kyseliny 4-nitrotoluen-2-sulfonové, který se poté může za přítomnosti chlornanu sodného přeměnit na derivát (E)-stilbenu.
Byly nalezeny podobné reakce s vyššími výtěžnostmi, využívající oxidaci v kapalném amoniaku za přítomnosti vzduchu. Produkt může reagovat s deriváty anilinu za vzniku azobarviv.

### Přírodní stilbeny
Přírodní deriváty stilbenů se nazývají stilbenoidy; do této skupiny patří například resveratrol a pterostilben. Stilbestroly, které jsou strukturně, ovšem nikoliv synteticky, podobné (E)-stilbenu, mají estrogenní účinky; do této skupiny patří látky jako diethylstilbestrol, fosfestrol a dienestrol. Některé sloučeniny z této skupiny vznikají kondenzacemi derivátů koenzymu A a kyseliny skořicové nebo 4-hydroxyskořicové s kyselinou malonovou.